# Ipomoea tabascana
Espèce
Ipomoea tabascana est une espèce de plantes dicotylédones de la famille des Convolvulaceae, originaire du Mexique (Tabasco). C'est l'une des 13 espèces sauvages classées dans la série Batatas (Ipomoea subg. Eriospermum sect. Eriospermum). Cette espèce tétraploïde (2n=4x=60) est un parent sauvage de la patate douce (Ipomoea batatas).